# Leptotyphlops bressoni
Leptotyphlops bressoni är en kräldjursart som beskrevs av  Taylor 1939. Leptotyphlops bressoni ingår i släktet Leptotyphlops och familjen Leptotyphlopidae. Inga underarter finns listade i Catalogue of Life.